# Остров Беннетта
Остров Бе́ннетта (якут. Беннетт арыыта) — остров в группе островов Де-Лонга в Восточно-Сибирском море, в северо-восточной части Новосибирских островов. Площадь острова составляет 156,25 км², наивысшая точка — ледник Де-Лонга Западный высотой 426 метров. Административно относится к Булунскому улусу Якутии.

## Физико-географическая характеристика

### География

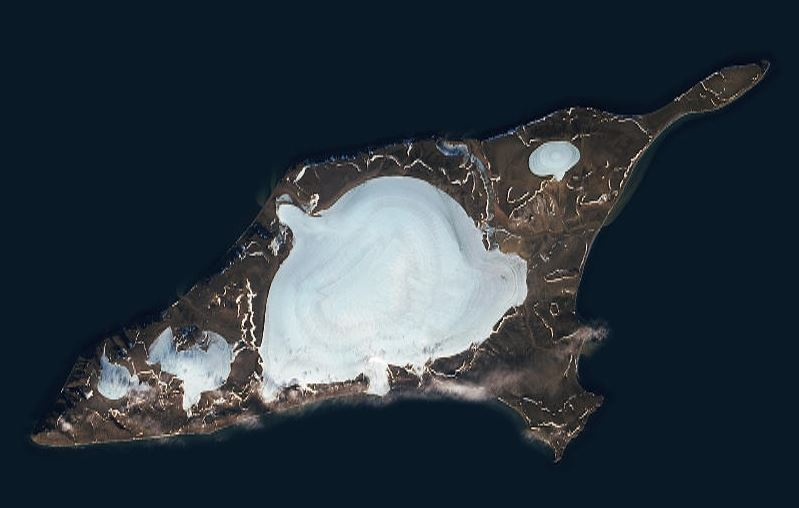
Остров Беннета на снимке NASA Landsat

Остров Беннетта входит в группу островов Де-Лонга, которые расположены в северо-восточной части Новосибирских островов в Восточно-Сибирском море. Площадь острова составляет 156,25 км², что делает его самым большим островом в группе. Длина острова составляет 30 км, ширина 10 км. На юго-западе острова расположен мыс Эммы, на юго-востоке мыс Софии и полуостров Чернышева, с юго-востока на северо-восток протягивается бухта Павла-Кеппена, на северо-востоке расположены мыс и полуостров Эммелины, на севере мыс Надежды.
На острове насчитывается четыре ледника общей площадью 65,87 км², что составляет 42,2 % от площади острова. Они расположены в основном на высоких базальтовых плато, ограниченных крутыми уступообразными склонами. Самый крупный из них — ледник Толля площадью 55,5 км². Он расположен в центральной части острова, максимальная высота составляет 384 метра над уровнем моря, толщина 160—170 метров. Ледник Малый занимает площадь 4,04 км² на базальтовом плато высотой 140—160 метров. Высота ледника достигает до 200—210 метров, толщина 40—50 метров. В западной части острова расположены два ледника: Де-Лонга Западный и Восточный. Площадь первого составляет 1,17 км², он занимает плато высотой 360—380 метров, представляет собой почти правильный конус. Он является наивысшей точкой острова, его высота составляет 426 метров. Площадь второго ледника составляет 5,16 км², залегает на платообразной поверхности высотой 240—300 метров, имеет сложную форму, обусловленную рельефом коренной поверхности. Его вершинная площадка достигает 330—340 метров, где ледник имеет максимальную толщину — около 40 метров.

### Геологическое строение

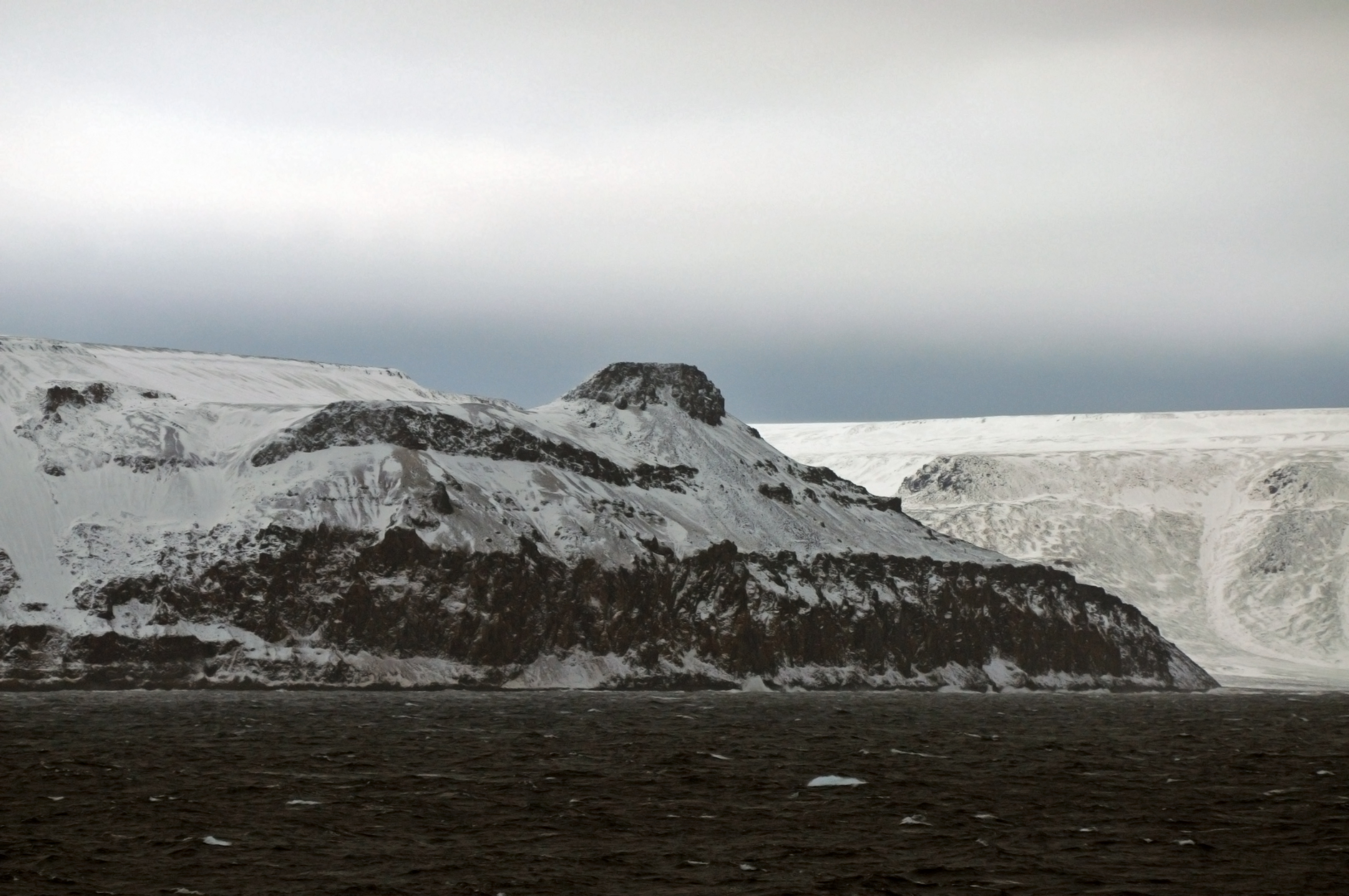
Один из мысов острова с ледником.

Остров Беннета сложен слоями осадочных и вулканических пород раннепалеозойского, позднемелового, плиоценового и четвертичного геологических периодов. Самые старые скалы, обнажающиеся на острове Беннетта, представляют собой умеренно наклоненные морские осадочные породы кембрийского и ордовикского возраста. Таким образом, в геологическом разрезе острова Беннетта кембрийско-ордовикская часть имеет флишевое строение без явных примесей вулканического материала. Они состоят из толщи аргиллитов толщиной примерно 500 м с небольшим количеством алевролитов и известняков, содержащих трилобиты среднего кембрия, и ордовикских аргиллитов, алевролитов и кварцевых песчаников толщиной от 1000 до 1200 м, содержат также граптолиты. Эти палеозойские породы перекрыты позднемеловыми угленосными аргиллитами и кварцитоподобными песчаниками, а также базальтовыми лавами и туфами с линзами туфоаргиллитов. Позднемеловые толщи перекрыты базальтовыми лавами возрастом от плиоцена до четвертичного периода. Наиболее поздние четвертичные вулканические породы образуют небольшие вулканические конусы.

#### Современная гидротермальная и вулканическая активность

Атмосферный шлейф от острова Беннетта в ложных цветах, NOAA.

До 80-х годов прошлого столетия современной вулканической активности на острове не уделялось внимания. В 1983 году на спутниковых снимках был обнаружен шлейф неизвестного происхождения, вытянутый в северо-западном направлении от острова. Последующий анализ снимков с 1973 по 1986 годы указывал на цикличность их появления и, по этой причине, на их скорее всего метеорологическую природу, которая аналогична вихревым дорожкам Кармана. Всего было зафиксировано 152 таких события, один из последних от 12 марта 2008 года был исследован отдельно. Этот шлейф превосходил размеры, ожидаемые при метеорологических причинах возникновения. Его длина составила 1000 км, объём превосходил 250 000 км³, а высота, равная 3 км, была выше рельефа острова Беннета. В его составе в больших количествах были обнаружены аэрозоли, углекислый газ и сульфаты — обычные компоненты вулканических и гидротермальных извержений.
Продолжительность событий беннетовских шлейфообразований может достигать несколько суток. Объём выбрасываемого твердого материала в ходе таких событий может достигать 0,36 км³, что соответствует небольшим вулканическим извержениям. Последующее сравнение батиметрических данных по рельефу дна вокруг острова показало наличие значительных различий с рельефом XX-го века с появлением новых конусообразных отмелей, которые хорошо соответствуют местам выбросов. Анализ образцов морских осадков около острова свидетельствует о современном воздействии гидротермальных растворов, поскольку в конусных образованиях с железомарганцевым составом присутствует минерал тодорокит, обычный только для осадков из горячих источников. Таким образом, современная активность с образованием газово-паровых шлейфов происходит в относительно высокотемпературной среде ныне действующей гидротермальной системы и скорее относится к гидротермальным извержениям, а не к вулканическим. По аналогии с обычными гейзерами периодичность извержений определяется временем, которое требуется вышеупомянутой гидротермальной системе для восстановления запасов воды и для её разогрева до начала следующего извержения.
Предполагается, что один из таких вулканических конусов мог наблюдаться экспедицией Де Лонга. Подобные вулканические образования обычно быстро разрушаются волнением океана или морским льдом и не остаются на поверхности продолжительное время.

### Климат
В летний период среднемесячная температура положительная. Самый тёплый месяц — июнь со среднемесячной температурой 1,2°С.

### Флора и фауна
На острове постоянно обитают сибирская гага, морской песочник, бургомистр, толстоклювая кайра, глупыш, песец, белый медведь и подвид моржа Odobenus rosmarus laptevi, периодически встречается северный олень. Из них сибирская гага и белый медведь занесены в Международную Красную книгу, а Odobenus rosmarus laptevi в Красную книгу России.

## История

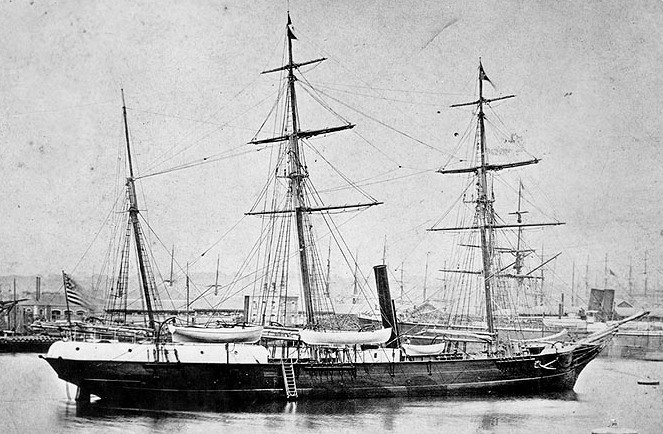
«Жаннетта» в порту Гавр, Франция, 1878 год

В июле 1879 года Де Лонг на корабле «Жанетта (1878)» с экипажем из 32 человек выплыл в направлении Чукотки, с целью разыскать считавшуюся пропавшей на судне «Вега» шведскую полярную экспедицию Норденшельда. Сделав остановку на Аляске, Де Лонг в августе 1879 года прошёл Берингов пролив и вышел к Чукотке. Здесь он узнал, что экспедиция Норденшельда после зимовки продолжила свои исследования и решил плыть к Северному полюсу. Через несколько дней, 5 сентября 1879 года, невдалеке от острова Геральда в Северном Ледовитом океане, «Жаннетта» вмерзает в лёд и вскоре даёт течь. Дрейфуя на скованном льдом судне, Де Лонг открывает в Восточно-Сибирском море в 1881 году острова, названные его именем (острова Де-Лонга). Остров Беннетта был назван Де Лонгом в честь одного из основных спонсоров своей экспедиции, Джеймса Гордона Беннетта младшего. Северо-западный мыс острова был назван Де Лонгом мысом Эммы в честь своей жены. Спустя три месяца Де Лонг, пытаясь выбраться с островов на материк, погиб в районе реки Лена
После открытия остров Беннетта отождествлялся многими учёными с гипотетической Землёй Санникова.

Маршрут путешествия Де Лонга

Следующим исследователем, заинтересовавшимся Новосибирскими островами и островом Беннетта в частности, стал Эдуард Васильевич Толль, русский геолог, арктический исследователь. В 1899 году он приступил к организации экспедиции, целью которой было изучение морских течений в Карском и Восточно-Сибирском морях Северного Ледовитого океана, исследование уже известных и поиск новых островов в этой части Арктики, в том числе «большого материка» («Арктиды», Земли Санникова), в существование которого Толль верил. 21 июня 1900 года шхуна «Заря», которую Толлю порекомендовал Фритьоф Нансен как судно, подобное знаменитому «Фраму», снялась с якоря в Санкт-Петербурге с 20 членами экипажа на борту. Экспедиция принесла существенные результаты, были исследованы районы полуострова Таймыр и Новосибирских островов. В мае 1902 года начинается подготовка санно-шлюпочного перехода на остров Беннетта с целью изучения геологического строения острова. Наконец, 5 июля 1902 года Толль покинул «Зарю» в сопровождении астронома Фридриха Зееберга и зверопромышленников Василия Горохова (якут. Омук) и Николая Дьяконова (по иным источникам — Протодьяконова, эвенк. Багылай Чичах). Планировалось, что «Заря» подойдет к острову Беннетта два месяца спустя. 13 июля партия Э. Толля на собачьих упряжках достигла мыса Высокого на острове Новая Сибирь. 3 августа на байдарах они достигли острова Беннетта. Из-за тяжелой ледовой обстановки «Заря» не смогла подойти к острову Беннетта в назначенный срок и получила серьёзные повреждения, сделавшие невозможным дальнейшее плавание. В сентябре 1902 года капитан шхуны лейтенант Матисен был вынужден увести судно в бухту Тикси и выбросить на мель. Считается, что Толль принял решение самостоятельно двигаться к континенту, однако, дальнейшие следы группы так и не были обнаружены.

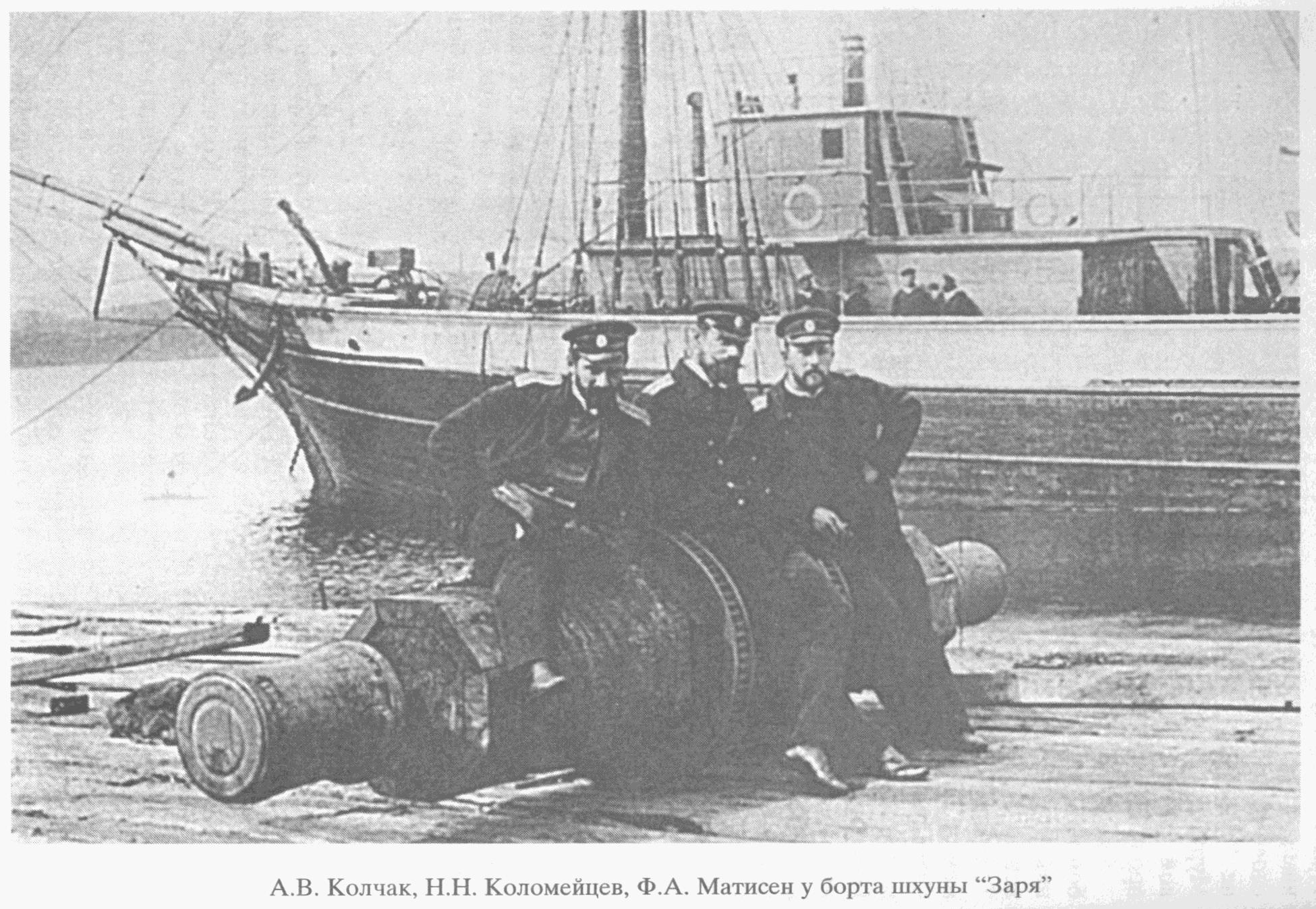
Члены экспедиции Толля лейтенанты А. В. Колчак, Н. Н. Коломейцев, Ф. А. Матисен у борта шхуны «Заря»

В январе 1903 года Академия Наук организовала экспедицию, целью которой был поиск группы Толля. Экспедиция проходила с 5 мая по 7 декабря 1903 года. Изначально думали послать на поиски ледокол «Ермак», но в итоге было послано 17 человек на 12 нартах, запряжённых 160 собаками. Главой поисковой экспедиции был назначен лейтенант Александр Колчак. Путь до острова Беннетта занял три месяца, и был крайне тяжёлым. 4 августа 1903 года, достигнув острова Беннетта, экспедиция обнаружила следы пребывания Толля и его спутников: были найдены документы экспедиции, коллекции, геодезические инструменты и дневник. Выяснилось, что Толль прибыл на остров летом 1902 года и направился на юг, имея запас провизии лишь на 2-3 недели. Стало ясно, что экспедиция Толля погибла. Обратный путь продолжался порядка четырёх месяцев, 7 декабря 1903 года экспедиция Колчака прибыла на материк. По материалам экспедиций Колчак в 1909 году выпустил монографию «Льды Карского и Сибирского морей».
В 1914—1915 годах к острову Беннетта совершил первое сквозное плавание по Северному морскому пути из Владивостока в Архангельск Борис Вилькицкий — русский гидрограф, геодезист, исследователь Арктики.
В 1956 году Арктический институт проводил на острове физико-географическую экспедицию, доказавшую в частности отсутствие сокращения купола ледника Де-Лонга.
В июне 1971 года мимо острова Беннетта прошли атомный ледокол «Ленин» и дизельный ледокол «Владивосток», пересекшие впервые Северный Ледовитый океан с запада на восток.
В 1987 году на острове в течение шести месяцев работала экспедиция ААНИИ под руководством Веркулича С. Р. Экспедиция установила наличие четырёх ледников на острове, провела палеогеографические и гляциологические исследования, открыла природу вулканического шлейфа, установила первый в СССР памятный крест А. В. Колчаку на южном берегу острова, в районе выводного ледника.
В августе 2003 года на острове Беннетта под руководством Першина А. А., в рамках полярной историко-мемориальной экспедиции «Беннета — 2003», был установлен монумент — 5-метровый крест и памятная доска в честь столетия спасательной экспедиции Колчака.
В сентябре 2015 на остров Беннетта высаживалась географическая партия для проведения гидрографических работ. Обороной географической партии занималась антитеррористическая группа Морских пехотинцев Северного флота из п. Спутник.

## Прочие факты
Остров, упоминаемый в романе французского писателя Жюля Верна — «Ледяной сфинкс» (фр. Le Sphinx des glaces), не имеет отношения к острову Беннета из группы островов Де Лонга (см. координаты вымышленного острова в цитате из романа — эта точка в Антарктиде).
Наконец, справа по борту появляется земля — островок окружностью в один лье, который нарекают именем Беннета, совместно с капитаном владеющего шхуной «Джейн». Островок расположен на 82°50' южной широты и 42°20' западной долготы, отмечает в своем дневнике Артур Пим. Призываю географов не наносить на карты антарктических морей этих фантастических координат!
Остров Беннета, экспедиция барона Толля, экспедиция А.Колчака по ее поискам довольно подробно обсуждаются в романе «Земля Санникова» В. А. Обручева. Не упоминается лишь фамилия Колчака.